# Hélio Hermito Zampier Neto
Hélio Hermito Zampier Neto, noto semplicemente come Neto (Rio de Janeiro, 16 agosto 1985) è un dirigente sportivo, allenatore di calcio ed ex calciatore brasiliano, di ruolo difensore.
È uno dei sei sopravvissuti all'incidente aereo che ha colpito la Chapecoense il 29 novembre 2016, mentre la squadra si stava recando a Medellín (Colombia) per giocare la finale di Copa Sudamericana.

## Carriera
Dopo aver giocato nelle giovanili del Francisco Beltrão, del Paraná e del Vasco da Gama, ha militato nelle file del Cianorte. Successivamente è passato al Guarani, club che nel 2010 lo ha ceduto in prestito al Metropolitano. Tornato poi al Guarani, nel 2013 si è accordato con il Santos, in cui è rimasto fino al 2014. Nel 2015 è passato alla Chapecoense.
Il 28 novembre 2016 è rimasto coinvolto insieme alla quasi totalità dei suoi compagni di squadra nell'incidente aereo che ha colpito la Chapecoense che si stava recando a Medellín per disputare la finale di andata della Coppa Sudamericana contro l'Atlético Nacional: Neto è stato uno dei sei sopravvissuti all'impatto riportando un trauma cranico e molte fratture esposte.
Giocò ancora con il Chapecoense fino al 2019, per poi diventarne allenatore dal 2020 al 2022.

## Palmarès

### Competizioni statali
- Campionato Catarinense: 2

Chapecoense: 2016, 2017

### Competizioni internazionali
- Coppa Sudamericana: 1

Chapecoense: 2016